# Saint-Paul-sur-Save
Pour les articles homonymes, voir Saint-Paul.
Saint-Paul-sur-Save (Sent Pau de Sava en occitan) est une commune française située dans le nord du département de la Haute-Garonne, en région Occitanie.
Sur le plan historique et culturel, la commune est dans le pays de Rivière-Verdun, un petit pays d'élection de l'est de la Gascogne, à l'écart des grandes voies de communication, et s'étageant sur les terrasses de la rive gauche de la Garonne, entre la vallée de la Save et la Lomagne, et se prolongeant en Gascogne toulousaine. Exposée à un climat océanique altéré, elle est drainée par la Save, un bras de la Save, l'Arsène et par divers autres petits cours d'eau. La commune possède un patrimoine naturel remarquable composé d'une zone naturelle d'intérêt écologique, faunistique et floristique.
Saint-Paul-sur-Save est une commune rurale qui compte 1 749 habitants en 2022, après avoir connu une forte hausse de la population depuis 1962. Elle fait partie de l'aire d'attraction de Toulouse..
Ses habitants sont appelés les Saint-Paulois.

## Géographie

### Localisation
La commune de Saint-Paul-sur-Save se trouve dans le département de la Haute-Garonne, en région Occitanie.
Elle se situe à 20 km à vol d'oiseau de Toulouse, préfecture du département, et à 11 km de Léguevin, bureau centralisateur du canton de Léguevin dont dépend la commune depuis 2015 pour les élections départementales.
La commune fait en outre partie du bassin de vie de Toulouse.
Les communes les plus proches sont : 
Montaigut-sur-Save (0,9 km), Bretx (2,3 km), Menville (3,5 km), Daux (3,5 km), Lévignac (4,4 km), Larra (4,5 km), Thil (5,5 km), Mondonville (5,8 km).
Sur le plan historique et culturel, Saint-Paul-sur-Save fait partie du pays de Rivière-Verdun, un petit pays d'élection de l'est de la Gascogne sis à l'écart des grandes voies de communication. Ce territoire s'étage sur les terrasses de la rive gauche de la Garonne, entre la vallée de la Save et la Lomagne, et se prolonge plein est en Gascogne toulousaine.
Saint-Paul-sur-Save est limitrophe de cinq autres communes.
Les communes limitrophes sont Larra, Bretx, Lévignac, Menville et Montaigut-sur-Save.
|          | Larra               |                    |
| Bretx    | Saint-Paul-sur-Save | Montaigut-sur-Save |
| Menville | Lévignac            |                    |

### Géologie et relief
La superficie de la commune est de 507 hectares ; son altitude varie de 117  à   173 mètres.

### Hydrographie

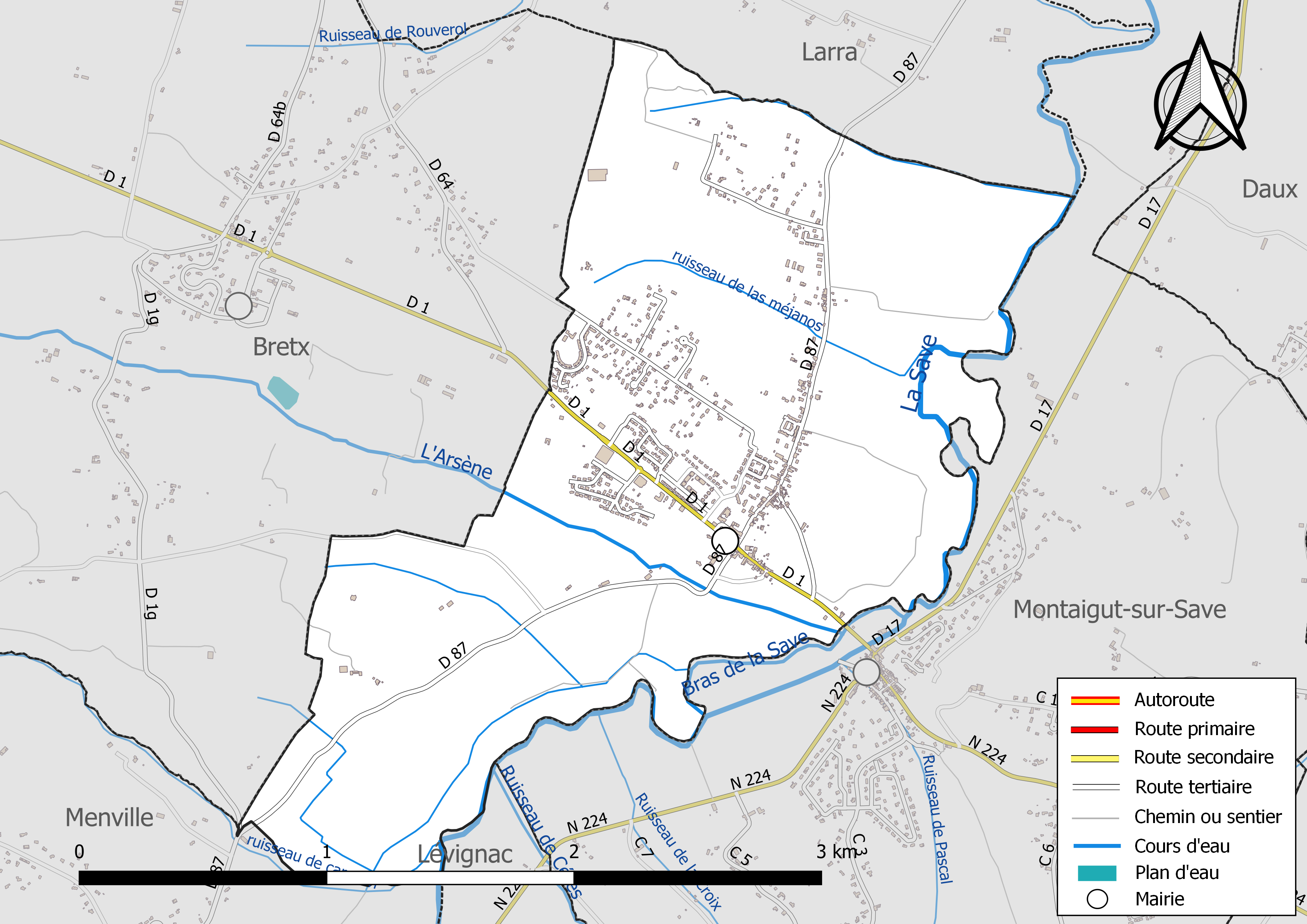
Réseaux hydrographique et routier de Saint-Paul-sur-Save.

La commune est dans le bassin de la Garonne, au sein du bassin hydrographique Adour-Garonne. Elle est drainée par la Save, l'Arsène, le ruisseau de carayon, le ruisseau de las méjanos et par divers petits cours d'eau, constituant un réseau hydrographique de 11 km de longueur totale,.
La Save, d'une longueur totale de 143 km, prend sa source dans la commune de Lannemezan (65) et s'écoule du sud-ouest vers le nord-est. Elle traverse la commune et se jette dans la Garonne à Grenade, après avoir traversé 46 communes.
L'Arsène, d'une longueur totale de 14,1 km, prend sa source dans la commune d'Encausse et s'écoule d'ouest en est. Elle se jette dans la Save sur le territoire communal, après avoir traversé 10 communes sur deux départements.

### Climat
Pour des articles plus généraux, voir Climat de l'Occitanie et Climat de la Haute-Garonne.
En 2010, le climat de la commune est de type climat du Bassin du Sud-Ouest, selon une étude s'appuyant sur une série de données couvrant la période 1971-2000. En 2020, Météo-France publie une typologie des climats de la France métropolitaine dans laquelle la commune est exposée à un climat océanique altéré et est dans la région climatique Aquitaine, Gascogne, caractérisée par une pluviométrie abondante au printemps, modérée en automne, un faible ensoleillement au printemps, un été chaud (19,5 °C), des vents faibles, des brouillards fréquents en automne et en hiver et des orages fréquents en été (15 à 20 jours).
Pour la période 1971-2000, la température annuelle moyenne est de 12,9 °C, avec une amplitude thermique annuelle de 15,9 °C. Le cumul annuel moyen de précipitations est de 737 mm, avec 9,9 jours de précipitations en janvier et 5,7 jours en juillet. Pour la période 1991-2020, la température moyenne annuelle observée sur la station météorologique la plus proche, située sur la commune de Blagnac à 15 km à vol d'oiseau, est de 14,2 °C et le cumul annuel moyen de précipitations est de 627,0 mm,. Pour l'avenir, les paramètres climatiques de la commune estimés pour 2050 selon différents scénarios d'émission de gaz à effet de serre sont consultables sur un site dédié publié par Météo-France en novembre 2022.

### Milieux naturels et biodiversité

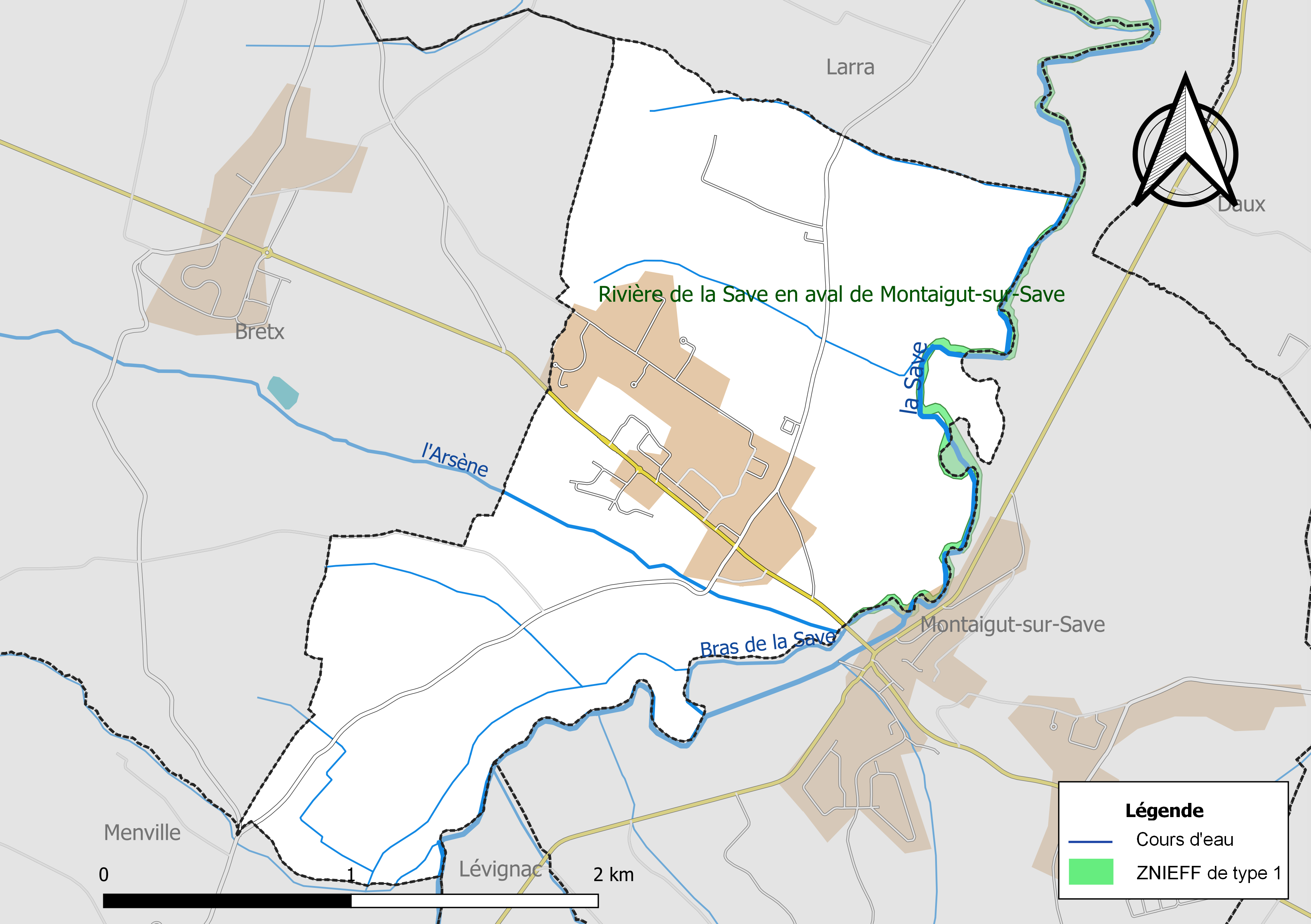
Carte de la ZNIEFF de type 1 localisée sur la commune.

L’inventaire des zones naturelles d'intérêt écologique, faunistique et floristique (ZNIEFF) a pour objectif de réaliser une couverture des zones les plus intéressantes sur le plan écologique, essentiellement dans la perspective d’améliorer la connaissance du patrimoine naturel national et de fournir aux différents décideurs un outil d’aide à la prise en compte de l’environnement dans l’aménagement du territoire.
Une ZNIEFF de type 1 est recensée sur la commune :
la « rivière de la Save en aval de Montaigut-sur-Save » (94 ha), couvrant 6 communes dont cinq dans la Haute-Garonne et une dans le Tarn-et-Garonne.

## Urbanisme

### Typologie
Au 1er janvier 2024, Saint-Paul-sur-Save est catégorisée bourg rural, selon la nouvelle grille communale de densité à sept niveaux définie par l'Insee en 2022.
Elle est située hors unité urbaine. Par ailleurs la commune fait partie de l'aire d'attraction de Toulouse, dont elle est une commune de la couronne,. Cette aire, qui regroupe 527 communes, est catégorisée dans les aires de 700 000 habitants ou plus (hors Paris),.

### Occupation des sols
L'occupation des sols de la commune, telle qu'elle ressort de la base de données européenne d’occupation biophysique des sols Corine Land Cover (CLC), est marquée par l'importance des territoires agricoles (83,5 % en 2018), en diminution par rapport à 1990 (97,2 %). La répartition détaillée en 2018 est la suivante : 
terres arables (47 %), zones agricoles hétérogènes (31,8 %), zones urbanisées (13,8 %), prairies (4,7 %), forêts (2,7 %). L'évolution de l’occupation des sols de la commune et de ses infrastructures peut être observée sur les différentes représentations cartographiques du territoire : la carte de Cassini (XVIIIe siècle), la carte d'état-major (1820-1866) et les cartes ou photos aériennes de l'IGN pour la période actuelle (1950 à aujourd'hui).

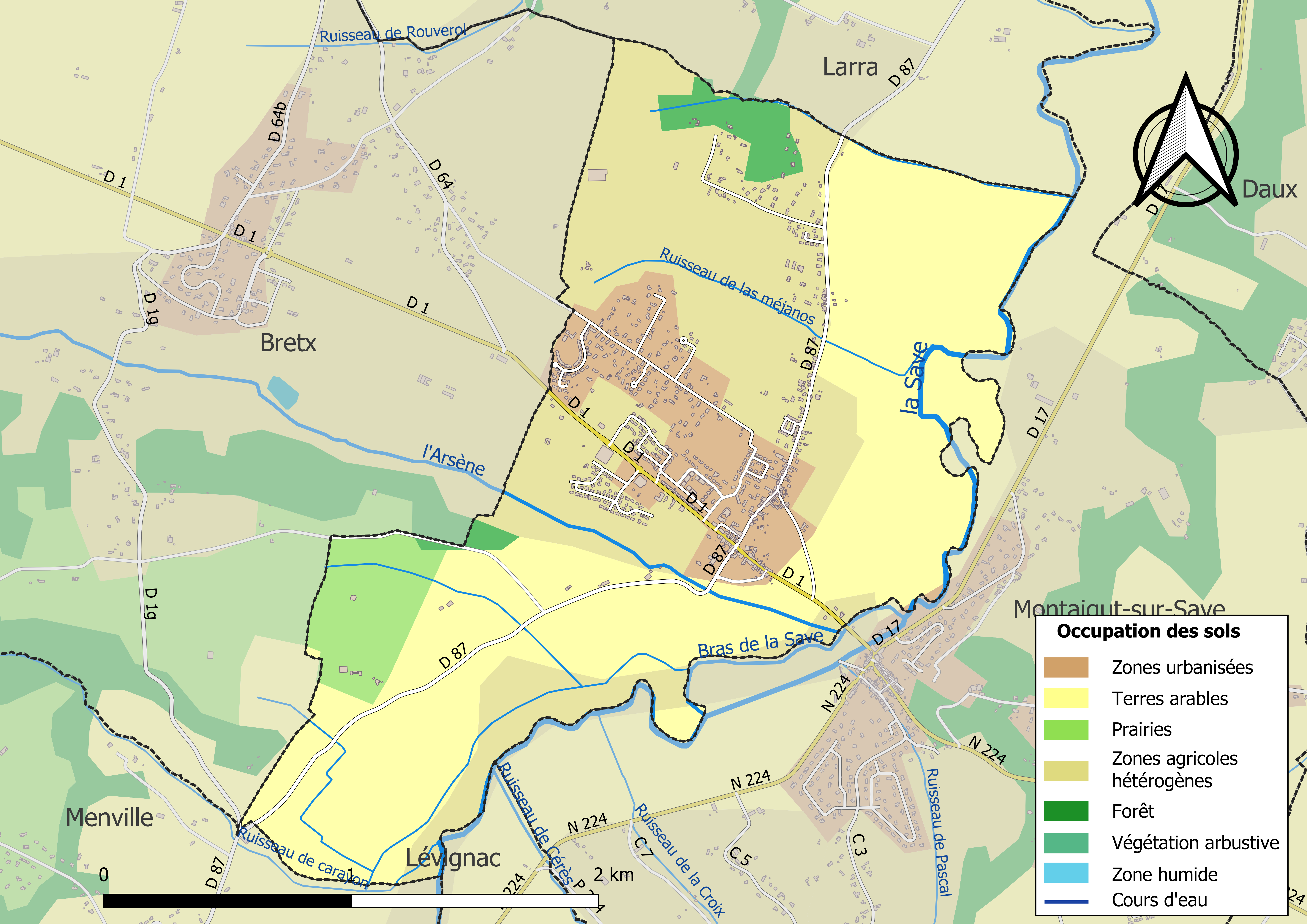
Carte des infrastructures et de l'occupation des sols de la commune en 2018 (CLC).

### Voies de communication et transports
- Par la route : Accès par les routes D 87 et D 1 à 1 km de la route nationale 224 (Itinéraire à Grand Gabarit) en venant de Toulouse et allant sur L'Isle-Jourdain (Gers), et de la RD 17 direction Grenade.

- Par l'autobus : les lignes 369 et 373 du Réseau Arc-en-Ciel lignes intermodales d'Occitanie desservent la commune.
- Par l'avion : aéroport de Toulouse-Blagnac.

### Risques majeurs
Le territoire de la commune de Saint-Paul-sur-Save est vulnérable à différents aléas naturels : météorologiques (tempête, orage, neige, grand froid, canicule ou sécheresse), inondations et séisme (sismicité très faible). Un site publié par le BRGM permet d'évaluer simplement et rapidement les risques d'un bien localisé soit par son adresse soit par le numéro de sa parcelle.
Certaines parties du territoire communal sont susceptibles d’être affectées par le risque d’inondation par débordement de cours d'eau, notamment l'Arsène. La commune a été reconnue en état de catastrophe naturelle au titre des dommages causés par les inondations et coulées de boue survenues en 1982, 1988, 1999, 2000, 2009 et 2014,.

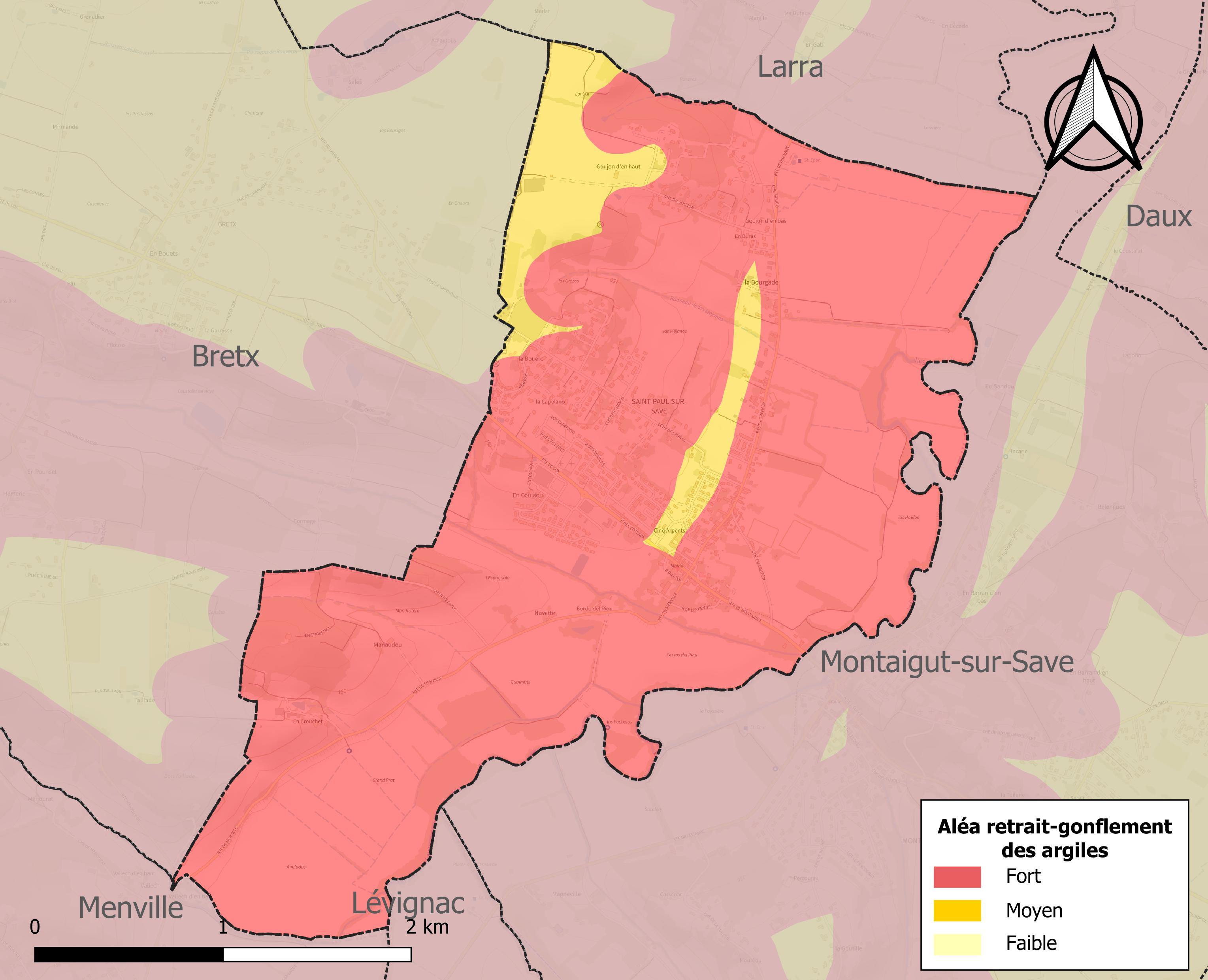
Carte des zones d'aléa retrait-gonflement des sols argileux de Saint-Paul-sur-Save.

Le retrait-gonflement des sols argileux est susceptible d'engendrer des dommages importants aux bâtiments en cas d’alternance de périodes de sécheresse et de pluie. La totalité de la commune est en aléa moyen ou fort (88,8 % au niveau départemental et 48,5 % au niveau national). Sur les 525 bâtiments dénombrés sur la commune en 2019, 525 sont en aléa moyen ou fort, soit 100 %, à comparer aux 98 % au niveau départemental et 54 % au niveau national. Une cartographie de l'exposition du territoire national au retrait gonflement des sols argileux est disponible sur le site du BRGM,.
Par ailleurs, afin de mieux appréhender le risque d’affaissement de terrain, l'inventaire national des cavités souterraines permet de localiser celles situées sur la commune.
Concernant les mouvements de terrains, la commune a été reconnue en état de catastrophe naturelle au titre des dommages causés par la sécheresse en 1989, 1992, 1998, 2003, 2006, 2011 et 2016 et par des mouvements de terrain en 1999.

## Toponymie
Le 9 janvier 1965, Saint-Paul prend le nom de Saint-Paul-sur-Save.

## Histoire
Au Xe siècle, le village de Saint-Paul était entouré d'un large mur en terre de deux mètres d'épaisseur on l'appelait « le Rempart ». Le mur d'enceinte était percé d'ouvertures et était gardé par des hallebardiers, extérieurement et intérieurement les ouvertures étaient d'environ un mètre vingt il y en avait tous les 25 m. Dans le village il y a eu un seigneur qui permettait à ses cerfs de venir s'abriter contre ce mur quand il y avait des brigands. Dans ce mur il y avait deux portes pour le passage des cavaliers. Il reste de nos jours dans le village dix mètres de cette muraille rue « Des Remparts ». L'histoire de Saint-Paul-sur-Save est aux archives de Toulouse écrite sur un parchemin à la plume d'oie, presque indéchiffrable. Vers le XVIe siècle Saint-Paul a eu un petit couvent et un hôpital. Le Seigneur de Saint-Paul, le Comte de l'Isle-Jourdain et le seigneur de Montbrun ont signé un traité avec le Comte de Toulouse en 1202 et 1203, ils ont signé ce traité afin que les gens ne se fassent pas justice eux-mêmes. D'après les archives Saint-Paul existe depuis le VIIIe siècle.

### Héraldique
| Saint-Paul-sur-Save | Son blasonnement est : D'azur aux trois fleurs de lys d'or. |

## Politique et administration

### Administration municipale
Le nombre d'habitants au recensement de 2017 étant compris entre 1 500 habitants et 2 499 habitants, le nombre de membres du conseil municipal pour l'élection de 2020 est de dix-neuf,.

### Rattachements administratifs et électoraux
Commune faisant partie de la cinquième circonscription de la Haute-Garonne, de la communauté de communes des Hauts Tolosans et du canton de Léguevin (avant le redécoupage départemental de 2014, Saint-Paul-sur-Save faisait partie de l'ex-canton de Grenade) et avant le 1er janvier 2017 de la communauté de communes de Save et Garonne.

### Liste des maires
| Période                                  | Période  | Identité         | Étiquette | Qualité                                                            |
| ---------------------------------------- | -------- | ---------------- | --------- | ------------------------------------------------------------------ |
| ?                                        | 1989     | Georges Estelé   |           |                                                                    |
| mars 1989                                | 2008     | Bernard Salabert | PCF       | Retraité EDF                                                       |
| mars 2008                                | 2014     | Denis Nebout     |           |                                                                    |
| mars 2014                                | mai 2020 | Jean Boissières  | DVG       | Retraité Président de la Communauté de communes des Hauts Tolosans |
| mai 2020                                 | En cours | Jean-Luc Sillien | DVG       | Retraité                                                           |
| Les données manquantes sont à compléter. |          |                  |           |                                                                    |

## Population et société

### Démographie
L'évolution du nombre d'habitants est connue à travers les recensements de la population effectués dans la commune depuis 1793. Pour les communes de moins de 10 000 habitants, une enquête de recensement portant sur toute la population est réalisée tous les cinq ans, les populations de référence des années intermédiaires étant quant à elles estimées par interpolation ou extrapolation. Pour la commune, le premier recensement exhaustif entrant dans le cadre du nouveau dispositif a été réalisé en 2007.

En 2022, la commune comptait 1 749 habitants, en évolution de +11,12 % par rapport à 2016 (Haute-Garonne : +8,02 %, France hors Mayotte : +2,11 %).
| 1793 | 1800 | 1806 | 1821 | 1831 | 1836 | 1841 | 1846 | 1851 |
| ---- | ---- | ---- | ---- | ---- | ---- | ---- | ---- | ---- |
| 339  | 310  | 351  | 384  | 375  | 391  | 361  | 372  | 372  |

| 1856 | 1861 | 1866 | 1872 | 1876 | 1881 | 1886 | 1891 | 1896 |
| ---- | ---- | ---- | ---- | ---- | ---- | ---- | ---- | ---- |
| 356  | 332  | 345  | 335  | 333  | 312  | 349  | 303  | 320  |

| 1901 | 1906 | 1911 | 1921 | 1926 | 1931 | 1936 | 1946 | 1954 |
| ---- | ---- | ---- | ---- | ---- | ---- | ---- | ---- | ---- |
| 292  | 278  | 259  | 237  | 246  | 246  | 235  | 262  | 245  |

| 1962 | 1968 | 1975 | 1982 | 1990 | 1999 | 2006 | 2007 | 2012  |
| ---- | ---- | ---- | ---- | ---- | ---- | ---- | ---- | ----- |
| 227  | 260  | 365  | 569  | 643  | 659  | 922  | 959  | 1 397 |

| 2017  | 2022  | - | - | - | - | - | - | - |
| ----- | ----- | - | - | - | - | - | - | - |
| 1 625 | 1 749 | - | - | - | - | - | - | - |

| selon la population municipale des années : | 1968 | 1975 | 1982 | 1990 | 1999 | 2006 | 2009 | 2013 |
| Rang de la commune dans le département      | 277  | 215  | 157  | 170  | 183  | 163  | 137  | 129  |
| Nombre de communes du département           | 592  | 582  | 586  | 588  | 588  | 588  | 589  | 589  |

### Enseignement
Saint-Paul-sur-Save fait partie de l'académie de Toulouse. Cette commune fait aussi partie du secteur du collège Joseph Rey de Cadours, ainsi que du lycée Nelson Mandela de Pibrac.
L'éducation est assurée par un regroupement pédagogique intercommunal avec les communes de Menville et Bretx sur commune il y a une école maternelle.

### Santé
Centre communal d'action sociale,

### Culture
Le Patriarche, association fondée le 2 mai 1974 par Lucien Engelmajer, au lieu-dit la Boëre. Médiathèque, espace culturel René Fontanilles, musée zoologique, chorale, comité des fêtes,

### Activités sportives
L'AS Vallée de la Save, équipe de rugby à XV.
Le club de rugby XV de la Save est champion de France de rugby à XV de 3e série en 2018 face au RC Rougier (Aveyron). Rencontre se déroulant sur le terrain de Graulhet (Tarn)
Le stade Georges-Estélé est un stade prévu pour le rugby à VII, IX, XI, XIII et XV. On y apprend aussi le rugby pour les tout-petits. Il fut construit en 1981 et inauguré en février 1982.
gymnastique, football, arts martiaux, chasse, aire de jeux, handball, basketball, volleyball, centre équestre,

### Écologie et recyclage
La collecte et le traitement des déchets des ménages et des déchets assimilés ainsi que la protection et la mise en valeur de l'environnement se font dans le cadre de la communauté de communes de Save et Garonne

## Économie

### Revenus
En 2018  (données Insee publiées en septembre 2021), la commune compte 684 ménages fiscaux, regroupant 1 647 personnes. La médiane du revenu disponible par unité de consommation est de 22 790 € (23 140 € dans le département).

### Emploi
|                | 2008  | 2013  | 2018  |
| -------------- | ----- | ----- | ----- |
| Commune        | 4,8 % | 6,8 % | 9,5 % |
| Département    | 7,7 % | 9,6 % | 9,3 % |
| France entière | 8,3 % | 10 %  | 10 %  |

En 2018, la population âgée de 15 à 64 ans s'élève à 1 073 personnes, parmi lesquelles on compte 84,4 % d'actifs (75 % ayant un emploi et 9,5 % de chômeurs) et 15,6 % d'inactifs,. En  2018, le taux de chômage communal (au sens du recensement) des 15-64 ans est supérieur à celui du département, mais inférieur à celui de la France, alors qu'il était inférieur à celui du département et de la France en 2008.
La commune fait partie de la couronne de l'aire d'attraction de Toulouse, du fait qu'au moins 15 % des actifs travaillent dans le pôle,. Elle compte 169 emplois en 2018, contre 175 en 2013 et 109 en 2008. Le nombre d'actifs ayant un emploi résidant dans la commune est de 806, soit un indicateur de concentration d'emploi de 20,9 % et un taux d'activité parmi les 15 ans ou plus de 73,8 %.
Sur ces 806 actifs de 15 ans ou plus ayant un emploi, 79 travaillent dans la commune, soit 10 % des habitants. Pour se rendre au travail, 92,9 % des habitants utilisent un véhicule personnel ou de fonction à quatre roues, 1,4 % les transports en commun, 2,9 % s'y rendent en deux-roues, à vélo ou à pied et 2,8 % n'ont pas besoin de transport (travail au domicile).

### Activités hors agriculture

#### Secteurs d'activités
98 établissements sont implantés  à Saint-Paul-sur-Save au 31 décembre 2019. Le tableau ci-dessous en détaille le nombre par secteur d'activité et compare les ratios avec ceux du département,.
| Secteur d'activité                                                                                        | Commune | Commune | Département |
| Secteur d'activité                                                                                        | Nombre  | %       | %           |
| --- | ------- | ------- | ----------- |
| Ensemble                                                                                                  | 98      | 100 %   | (100 %)     |
| Industrie manufacturière, industries extractives et autres                                                | 8       | 8,2 %   | (5,7 %)     |
| Construction                                                                                              | 15      | 15,3 %  | (12 %)      |
| Commerce de gros et de détail, transports, hébergement et restauration                                    | 32      | 32,7 %  | (25,9 %)    |
| Information et communication                                                                              | 3       | 3,1 %   | (4,1 %)     |
| Activités financières et d'assurance                                                                      | 1       | 1 %     | (3,8 %)     |
| Activités immobilières                                                                                    | 3       | 3,1 %   | (4,2 %)     |
| Activités spécialisées, scientifiques et techniques et activités de services administratifs et de soutien | 9       | 9,2 %   | (19,8 %)    |
| Administration publique, enseignement, santé humaine et action sociale                                    | 16      | 16,3 %  | (16,6 %)    |
| Autres activités de services                                                                              | 11      | 11,2 %  | (7,9 %)     |

Le secteur du commerce de gros et de détail, des transports, de l'hébergement et de la restauration est prépondérant sur la commune puisqu'il représente 32,7 % du nombre total d'établissements de la commune (32 sur les 98 entreprises implantées  à Saint-Paul-sur-Save), contre 25,9 % au niveau départemental.

#### Entreprises et commerces
Les deux entreprises ayant leur siège social sur le territoire communal qui génèrent le plus de chiffre d'affaires en 2020 sont : 
- Paulhani, supermarchés (22 279 k€)
- Le Franc, boulangerie et boulangerie-pâtisserie (176 k€)

L'agriculture basée sur la culture de céréales (maïs, blé…) a encore une place importante mais tend à diminuer en faveur de zones résidentielles liées à la proximité de l'agglomération toulousaine puisque Saint-Paul-sur-Save se trouve dans son aire urbaine.

### Agriculture
|               | 1988 | 2000 | 2010 | 2020 |
| ------------- | ---- | ---- | ---- | ---- |
| Exploitations | 9    | 10   | 6    | 9    |
| SAU (ha)      | 355  | 397  | 380  | 424  |

La commune est dans les « Coteaux du Gers », une petite région agricole occupant une partie nord-ouest du département de la Haute-Garonne, caractérisée par une succession de coteaux peu accidentés, les surfaces cultivées étant entièrement dévolues aux grandes cultures. En 2020, l'orientation technico-économique de l'agriculture  sur la commune est la culture de céréales et/ou d'oléoprotéagineuses. Neuf exploitations agricoles ayant leur siège dans la commune sont dénombrées lors du recensement agricole de 2020 (neuf en 1988). La superficie agricole utilisée est de 424 ha,,.

## Culture locale et patrimoine

### Lieux et monuments

#### Château de Thomas de Montval
Le château actuel fut construit par les familles de Zélicourt et Dubarry de Lesqueron  en 1840 à l'emplacement d'un château médiéval. Il fut acquis par la famille Thomas de Montval en 1880. Paul Marius Thomas, avocat, féru d'agriculture, bâtisseur et artiste fit construire  le chai, à proximité, en 1892, après avoir créé un vignoble sur le versant gauche de la vallée de la Save jusqu'à Menville et Bretx,. Son fils Jean Thomas, né en 1890 à Saint Paul, blessé à la guerre en 1914, obtient une licence de sciences naturelles en novembre 1917 et ouvrit au château un musée zoologique en octobre 1921.

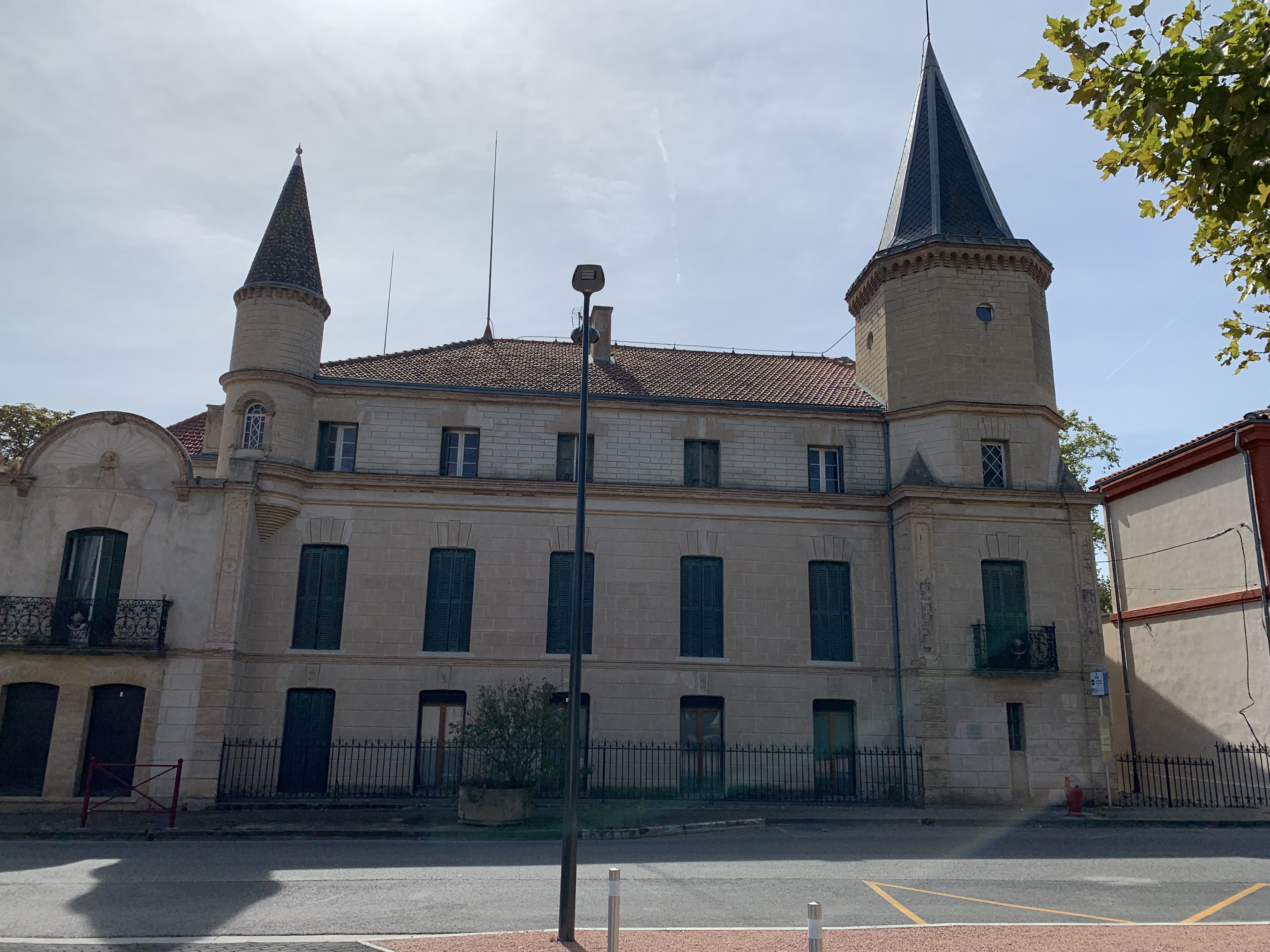
Château depuis la place de l'église.
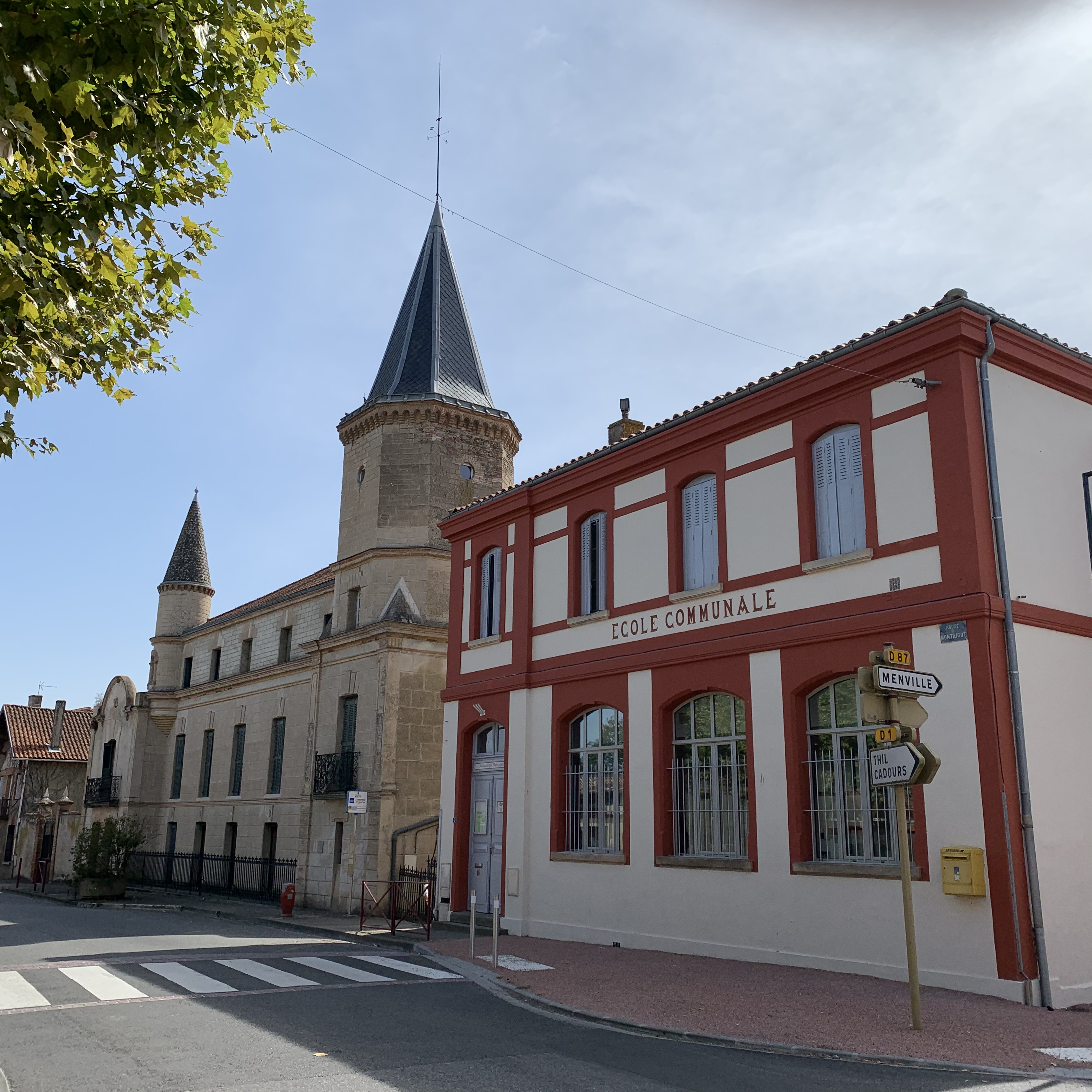
Avec l'ancienne école devenue médiathèque.

#### Église Saint-Paul
L’église Saint-Paul est un édifice du XIXe siècle construit à l’emplacement d’une église plus ancienne et dont il a conservé certaines parties, telles que de larges arcades de briques. Fermée à la fin du XXe siècle, en raison de son mauvais état, l’église fut ensuite restaurée sous la direction de l’architecte P. Desgrez. Certains éléments du décor, tels que les statues, les vitraux, la chaire et deux autels, datent du XIXe siècle. La restauration récente a apporté un décor peint contemporain. Le clocher-mur est percé de trois baies avec des cloches sur joug de bois.
Il semblerait que le nom du village et de l’église vient de la famille de Saint-Paul, dont un membre, Guillabert de Saint-Paul, est mentionné dans les archives dès le XIe siècle. En 1373, la famille devint de Saint Paul de Bonneval. Certains membres de cette famille ont siégé au Parlement de Toulouse.

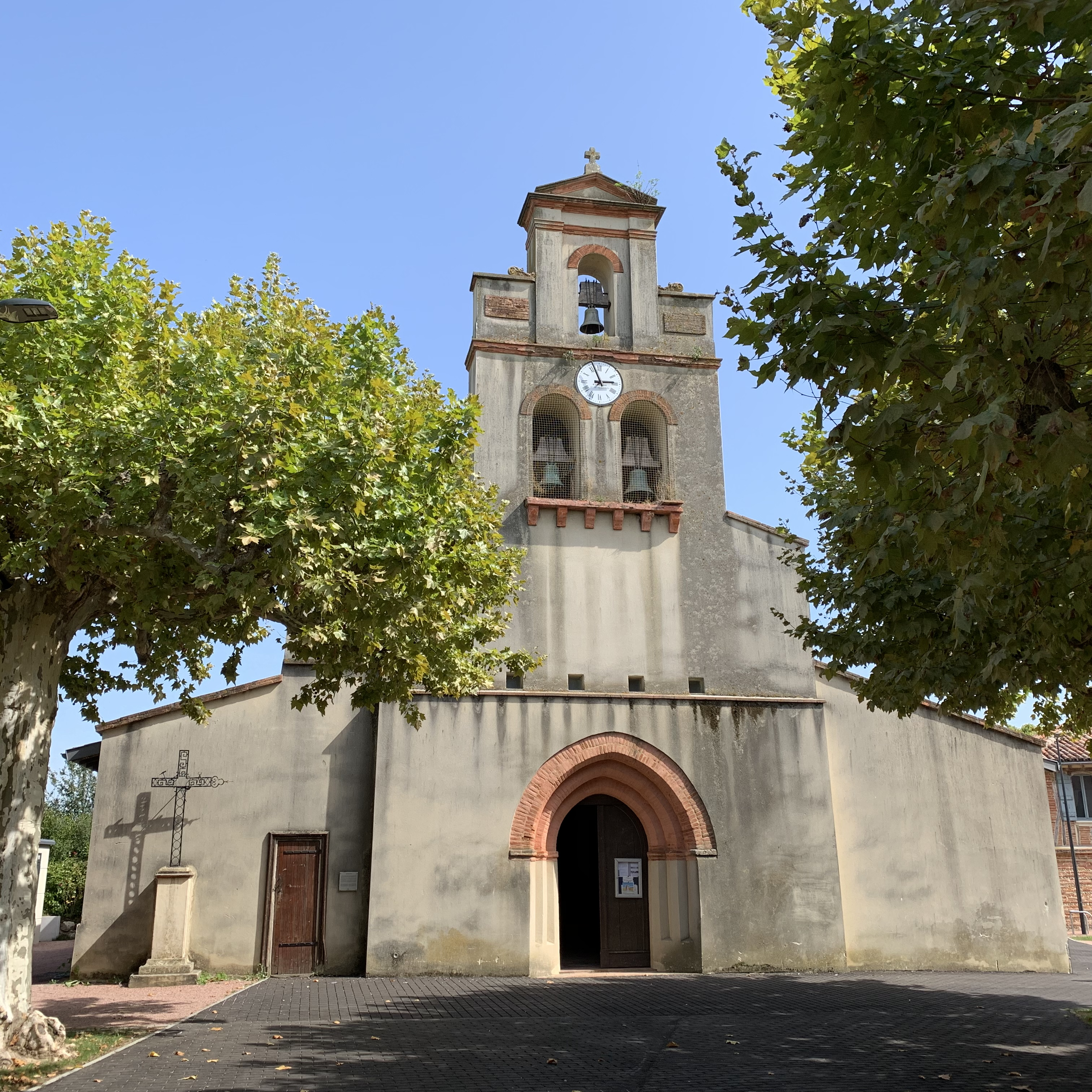
Depuis la place devant la façade.
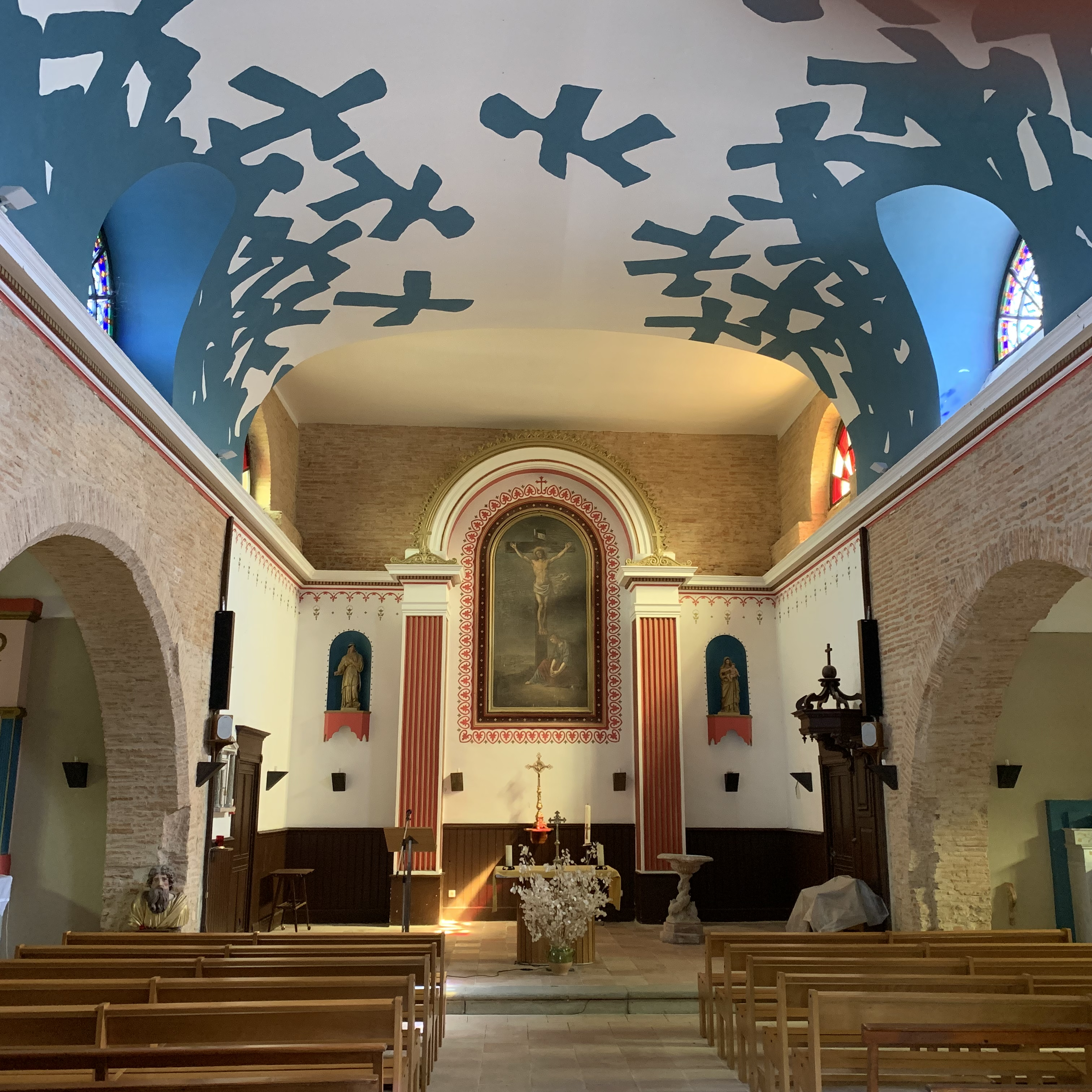
Intérieur avec décor peint contemporain.
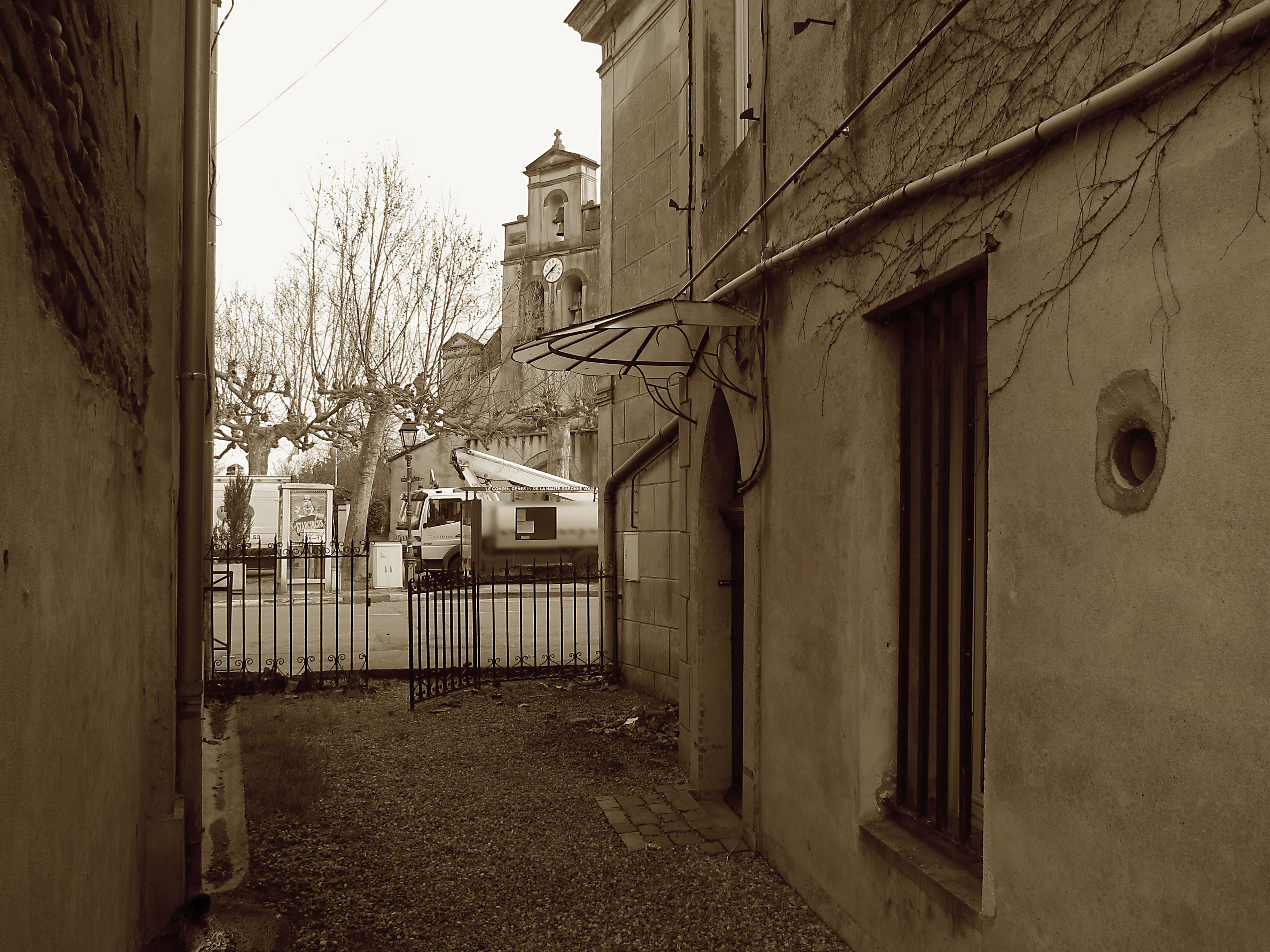
Vue sur l'église en 2014.

### Personnalités liées à la commune
- Jean Thomas (1890-1932) naquit en 1890 à Saint Paul. Devenu soldat, il fut blessé gravement dès 1914. Il obtint une licence de sciences naturelles en novembre 1917 et en octobre 1921, il ouvrit au château de Saint Paul un musée zoologique[43]. Il fut chargé de missions scientifiques exploratoires pour le Muséum et le Ministère des Colonies, et il effectua, en véritable anthropologue, sept missions en Afrique entre les années 1922 et 1929. Il décéda à Banyuls en 1932[44]. Les photos de ses missions d'explorations ont été déposées aux Archives départementales de la Haute-Garonne[45].
- Joseph Engelmajer s'y installe au lieu-dit la Boëre en 1970 où il fonde l'association Le Patriarche.